# Flow (Uruguay)
Bersabel S.A. (operando con el nombre comercial Flow) es una empresa uruguaya propiedad de Telecom que brinda servicios de televisión por cable y satélite en las ciudades de Montevideo, Canelones, San José, Artigas, Rivera, Paysandú, Salto y Tacuarembó, donde cuenta con más de 128.000 clientes.

## Historia
El 11 de febrero de 1994, mediante la resolución 117/994, el Poder Ejecutivo autorizó a cinco de las once empresas que se habían presentado en el llamado público a interesados (RPE 550/993 y 678/993, del 6 de julio y 12 de agosto de 1993 respectivamente) en la explotación de servicios de televisión para abonados en Montevideo, entre ellas se encontraba Bersabel S.A. que inició sus operaciones en Uruguay a mediados de 1994 bajo el nombre comercial de TVC, con los servicios de televisión por cable y televisión codificada por aire (UHF). El nombre comercial es el acrónimo de "Televisora Cable S.A." debido a que estaba en consorcio con el primero.
El 20 de setiembre de 1995 inició su actividad comercial formalmente, brindando el servicio de televisión por cable con 5 señales. Luego esa cifra se amplió a 15 frecuencias.
Hasta aproximadamente 1998, los accionistas eran: el periodista Néber Araujo, Juan Martín Posadas Montero (exsenador por el Partido Nacional y flamante presidente del Consejo Directivo del SODRE hasta su renuncia en noviembre de 1991), José Pedro Traibel Oribe, M. Gigena de los Santos, Juan Fernández Pares, Gastón Lafite Zubillaga, J. Montero de la Bandera, José Traibel Martínez, Mario Buchelli Ibarra, Pedro Abulchaja Seade (dueño de Alfa FM 96.3 y vinculado a Tenfield y a la programación de Sport 890), Ana Olivera Aldunate, Mario Fernández Bousada, Sergio Basaistegui Matas, Hugo Goicochea Alemany, Ana Aldunate Ferreira, Álvaro Musso Beraldo, P. y F. Fernández Bousada, J. Llopart Herrera y E. Torrado Parra.
Luego pasó a manos de la familia Otegui en asociación con el operador argentino de cables Multicanal (en aquel entonces integrado por Citicorp, Telefónica de España y el Grupo Clarín), para más adelante venderlo en su totalidad al último.
En 2005, TVC adoptó el nombre de Multicanal, siendo el primer cableoperador en lanzar el servicio digital en Montevideo y Canelones, contando con una gran campaña publicitaria. En ese momento, la empresa contaba con 85.000 clientes en Uruguay.
En 2007 incorpora nuevas tecnologías dentro de un importante plan de inversión, que se concentró en la construcción de una planta de transmisión digital.
En 2011, Multicanal se transformó en Cablevisión, se introdujo la televisión de alta definición (HD) y fue lanzado Cablevisión Max HD.
En febrero de 2016, todos los canales propios y exclusivos de la cableoperadora comienzan a transmitir toda su programación en la relación de aspecto 16:9.
En febrero de 2018, el cableoperador incorpora la señal El Trece Internacional a su grilla debido a que Teledoce no llegó a un acuerdo con el canal argentino para seguir retransmitiendo parte de su programación.
En el mismo año se introduce el servicio Cablevisión Satelital. Con su lanzamiento, se elimina el servicio de cable en Montevideo y Canelones y se incrementa la cobertura del operador al nivel nacional.
En 2022 el servicio cambia de nombre a Flow Cablevisión, cambiando gráficas y dejando así, los siguientes nombres: Flow Digital (Cablevisión Digital), Flow Analógico (Cablevisión Analógico), Flow TV Sat (Cablevisión Satélital) y se lanza el servicio Flow App Stand Alone para clientes no-cablevisión.
Desde fines de 2024 e inicios de 2025, está presente en Uruguay Personal Fibra, servicio de internet para el hogar igual que en Argentina y Paraguay. 
Hasta el 15 de enero de 2025, ya disponible en Salto, Paysandu y Rivera .

## Servicios

### Flow TV
- Más de 150 canales, incluyendo 50 en alta definición.

#### Disponibilidad
Disponible en Montevideo, Canelones y San José.

### Flow App / Box
- Servicio de Flow, más de 150 canales, incluyendo 50 en HD.

#### Disponiblidad
Llamar al 2619 7000.

### Flow App / Box
- 105 canales (más de 80 en HD), incluyendo fútbol uruguayo, servicio disponible para clientes de Cablevisión Flow o clientes de la fibra en tu hogar de Antel.

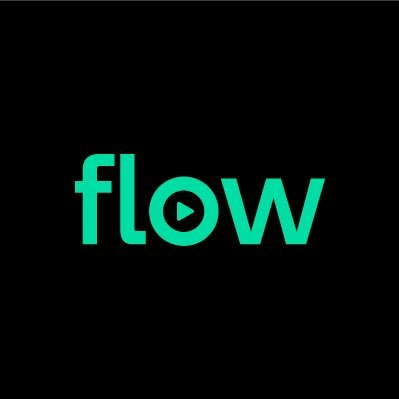
Flow (2022)

#### Disponibilidad
Disponible en todo el país en las zonas con cobertura de fibra óptica de Antel o en zonas donde opera Flow Cablevisión.

## Canales propios
- Eventos (canal 1):
- Eventos 2 (canal 2):
- Eventos HD (canal 718): Retransmite ediciones informativas y algunos programas del canal propio de Cablevisión en Salto y Maroñas TV.
- Eventos 2 HD (canal 719): Eventos. Copa Sudamericana, Copa América y Sudamericano Sub-20 y Retransmite ediciones informativas y algunos programas del canal propio de Cablevisión en Paysandú.